# Лапчатый крест
Лапчатый крест, также тамплиерский крест — прямой равносторонний крест с расширяющимися концами. Среди прочих объединений, использовался в Средние века рыцарями-храмовниками (тамплиерами).
- Варианты тамплиерских крестов

Цветами знамени тамплиеров были чёрный и белый. Как именно выглядело знамя, точно неизвестно, хотя существует несколько версий:
- две горизонтальные полосы — чёрная сверху и белая снизу. Позже подобная расцветка использовалась на знамени Прусского королевства;
- несколько чёрно-белых полос, чередующихся между собой;
- чёрно-белая клетка, наподобие шахматной доски (полы в ложах направлений современного франкмасонства, считающих себя наследниками тамплиеров, выложены подобным образом).[1]

Судя по записям средневекового хрониста Матвея Парижского, к XIII веку среди английских крестоносцев утвердился красный крест (крест Святого Георгия); среди французов — серебряный или белый; среди итальянцев — жёлтый или лазурный крест; среди немцев — чёрный, среди фламандцев — зелёный, среди испанцев — пурпурный, среди шотландцев — серебряный андреевский крест. Кроме этого были и исключения. Так, например, рыцари Ордена Святого Лазаря в большинстве своем были итальянцами, но носили на своих черных плащах с белой каймой крест не лазурного, а зелёного цвета.
В то же время красный крест продолжал служить общим символом всех рыцарей, готовых пролить свою кровь ради освобождения Святой земли, а тамплиеры служили как бы образцом и символом всех крестоносцев. Поэтому их одеяния, щиты и флажки на пиках украшали красные кресты. Впрочем, сохранились изображения храмовников со щитами чёрно-белой расцветки (наподобие их клетчатого знамени), а также со щитами, украшенными красным крестом на чёрно-белом поле, а в некоторых случаях — с крестами не красного, а чёрного цвета, утвердившимися позднее в качестве эмблемы другого военно-монашеского ордена — Тевтонского.

## Современное использование
- Использование лапчатого креста в организациях
- флаг ВВ МВД России
- флаг Росгвардии
- шеврон Росгвардии
- Эмблема Вооруженных сил Украины
- Эмблема ВВС Украины

- Использование лапчатого креста в геральдике населенных пунктов
- Флаг Полтавской области
- Флаг Яготина
- Флаг Конотопа